# Knud Lang

## Knud Lang (sognepræst)
Knud Lang, (født 26. maj 1718 - død 21. april 1781) var sognepræst i Vilslev og Hunderup sogne fra 1744-1781. Han var forgangsmand i forbindelse med ophævelse af stavnsbånd og hoveri i de tre sogne, Hunderup, Darum og Vilslev, der var fæstere til Kjærgård Gods.
Knud Lang blev født i Dejbjerg Sogn ved Skjern. Han var søn af Jørgen Lang og Sophie Poulsdatter Stauning. Jørgen Lang var sognepræst for Dejbjerg og Hanning sogne. Knud Lang blev ordineret af biskop Hans Adolph Brorson i Ribe Domkirke og blev den 10. maj indsat som sognepræst i Vilslev og Hunderup Kirker. Den 27. november 1944 blev Anna Marie Henriksen og Knud Lang viet i Åstrup Kirke (Vester Starup Sogn, Ribe Amt).

## Kronologi for Knud Langs liv og virke
1718 - 26. maj, Knud Lang fødes i Dejbjerg Sogn ved Skjern. Søn af Jørgen Lang og Sophie Poulsdatter Stauning. Jørgen Lang var sognepræst for Dejbjerg og Hanning sogne.
1744 – Knud Lang blev ordineret af biskop Hans Adolph Brorson i Ribe Domkirke og indsættes 10. maj som sognepræst i Vilslev og Hunderup Kirker
1744 – 27. november blev Anna Marie Henriksen og Knud Lang viet i Åstrup Kirke (Vester Starup Sogn, Ribe Amt)
1746 – 7. december, Knud Langs 1. barn, Jørgen, fødes Jørgen blev den 27. juni 1777 gift med Johanne Johannesdatter Bøttcher, (født i Jerne sogn 10. juli 1750 – død 19. august 1787). De fik ingen børn. Jørgen døde 25. juni 1787, 41 år.
1747 – 3. marts, Knud Langs søster, Mariane Lang, begraves på Vilslev kirkegård. Hun blev 20 år.
1748 – Knud Langs 2. barn, Kristoffer Frederik, fødes
1748 – Kvægpest hærger i Vilslev sogn
1748 – 1. maj, greve af Kjærgård Christoph Frederik von Gersdorff dør som 48-årig (født 14. november 1699) og gravlægges i Hunderup Kirke
1749 – Knud Langs 3. barn, Niels Lang fødes. Niels blev den 27. juni 1777 gift med Ingeborg Johannesdatter Bøttcher (født i Jerne 27. marts 1752 – død 1779 i Jerne). De fik 1 søn. Niels døde 25. maj 1821.
1750 – Pengeblokken installeres i Vilslev Kirke med indskriften: ”Almise Til de Fattige i Vilslef”
1752 – Knud Langs 4. barn, Poul, fødes (1752-1827), teolog men ikke præst
1754 – Knud Langs 5. barn og eneste datter, Margrethe, fødes (hun dør i 1756 og begraves på Vilslev kirkegård)
1754 – august, Knud Langs far, Jørgen Lang, dør efter 37 år som sognepræst.
1759 – Knud Lang bidrager til Danmarks og Norges Oeconomiske Magazin med to artikler: ”Betænkning om stutterierne i Danmark” Samt ”Forslag paa Forfarenhed til Onde Urter, saavelsom andet Ukrudt at fordrive, samt Sæde-Korn at forbædre”.
1761 – Knud Lang bidrager til Danmarks og Norges Oeconomiske Magazin med artiklen: ”Betænkning om Muligheden og Nytten af Fællesskabs Ophævelse hos Land-Manden udi Jylland, ligesaavel som i Sælland og Fyen, samt Forslag til, hvorledes samme efter Formeening best kand Verksettes.”
1762 – Knud Lang bidrager til Danmarks og Norges Oeconomiske Magazin med artiklen ”Patriotiske Tanker over Det i Fortalen til det 5te Bind af Danmarks og Norges Oeconomiske Magazins 1ste Problema angaaende de største Forhindringer for Felleskabs Afskaffelse i Landgodset, Og ved hvilke Midler samme lettest og visest kand overvindes, uden vedkommendes Fornæmelse.” Han belønnes med en guldmedalje.
1763 – Knud Lang bidrager til Danmarks og Norges Oeconomiske Magazin med artiklen ”Besvarelse paa det udi 6te Tome af det Oeconomiske Magazins fremsatte første Problema: Hvilke tiener meest til Flittighed Opmuntring i et Land: Enten at Levnets Midlerne ere i en maadelig høy, eller i en meget lav Priis?” Han belønnes med en sølvmedalje.
1764 – Knud Lang bidrager til Danmarks og Norges Oeconomiske Magazin med artiklen ”Tanker om Testamenter opsatte til Besvarelse paa det i Danmarks og Norges Oeconomiske Magazins Syvende Bind, fremsatte 1. Problema.” Han belønnes med en guldmedalje.
1764 – Knud Lang kom i disput med Kjærgård Gods pga. jordfordeling
1764-1766 – 28 gårde i Vilslev sogn under  Kjærgård gods blev udskiftet, så alle blev på 6 tønder hartkorn. Det lykkedes takket være Margrethe von Rosenørn og godsets fuldmægtige Hans Smidt.
1765 – Knud Lang kom i strid med sognets boels- og husfolk pga. græsning
1766 - Knud Lang skriver hoveddelen af sine erindringer
1768 - Knud Lang skriver tillæg til sine erindringer
1769 – Knud Lang bidrager med en artikel om Vilslev og Hunderup sogne i bind 5 af Danske Atlas
1769 – 21. juli, Niels Henriksen (Knud Langs svigerfar), dør og begraves i Vilslev
1781, 21. april – Knud Lang dør og begraves på Vilslev kirkegård
1781 – Forordningen om Fællesskabets ophævelse udgives
1780’erne – Vilslev Kirke renoveres
1786 – 24. maj, grevinde og enkefrue Margrethe von Rosenørn dør som 70-årig (født 17. august 1715) og gravlægges i Hunderup Kirke
1787 – Jørgen Lang dør (1746-1787, 41 år), præst i Vilslev og Hunderup i 6 år fra 1781-1787
1787 – Vilslev Kirke får en ny kalk, der stadig er i anvendelse
1788 – Stavnsbåndet ophæves (blev indført i 1733)
1795 – 5. maj, Knud Langs kone, Anna Maria Henriksen, dør som 76-årig og begraves på Vilslev kirkegård
1821 – Niels Lang dør (1749-1821, 72 år, præst i Vilslev og Hunderup i 34 år fra 1787-1821)
1903 – Knud Langs egne optegnelser udgives af Jørgen B. Høyer i artiklen: Sognepræst Knud Langs Optegnelser om Vilslev og Hunderup Sogne i Samlinger til Jydsk Historie og Topografi, 3. række, bind 4, 1903
1912 – Sognepræst Michael Mikkelsen udgiver artiklen Knud Lang, Sognepræst til Vilslev og Hunderup i Fra Ribe Amt. Artiklen er en grundig gennemgang af Knud Langs liv og virke.
1944 – Mindesten rejses for Margrethe von Rosenørn og Knud Lang i parken ved Kjærgård Landbrugsskole. Mindesten fungerer som talerstol ved grundlovsmøder
1953 – 26. maj, Sognepræst Ingvard Andreas Nielsen står bag afsløringen af en mindesten for Knud Lang i Vilslev
2021-2024 – Sognepræst Ole Witte Madsen står bag projektet ’Knud Langs Mindelund' med restaurering af mindestenen og stendiget samt opsætning af bordebænkesæt og forskønnelse af område omkring mindestenen